# Paul Staudinger
Paul Staudinger (Dresde, 19 de mayo de 1859 - 26 de agosto de 1933) fue un naturalista, funcionario colonial y explorador alemán.

## Biografía
Fue hijo del lepidopterólogo alemán Otto Staudinger. En 1885 y 1886, Staudinger participó en la expedición enviada por la Sociedad Africana Alemana a los ríos Níger y Benue, en África Occidental. La expedición estuvo dirigida inicialmente por Eduard Robert Flegel, pero Flegel se quedó en la región nigeriana de Lokoja. Staudinger, acompañado por el ornitólogo alemán Ernst Hartert, siguió hacia el califato de Sokoto y la región de Gando. La expedición viajó a varias zonas tribales que anteriormente habían tenido poco contacto con los europeos.
Además del aspecto de reconocimiento científico de la expedición, también se buscó establecer relaciones con los gobernantes regionales africanos. Para ello, Staudinger entregó cartas y regalos del emperador Guillermo I de Alemania a los gobernantes de Sokoto y Gando, que tenían por objeto asegurar el libre comercio y tráfico para el Imperio alemán en los estados hausa y en el emirato Adamawa. Sin embargo, las áreas visitadas por Staudinger y Hartert terminaron por pasar a formar parte del Protectorado de Nigeria del Norte, mientras que el África Occidental Alemana permaneció limitada a Togo y Camerún.
En 1887, Staudinger viajó a Argelia, y entre 1888 y 1889, a las Indias Orientales y a la isla de Sumatra. Participó en la política colonial alemana y desde 1891 fue asesor y luego miembro de la Oficina Imperial Colonial. Staudinger también fue miembro de la Sociedad Colonial Alemana.

## Obras (selección)
Su obra más importante, publicada en 1889, recoge su expedición por el territorio del Níger y el Benué: Im Herzen der Haussaländer – Reise im westlichen Sudan nebst Bericht über den Verlauf der deutschen Niger-Benuë-Expedition, sowie Abhandlungen über klimatische, naturwissenschaftliche und ethnographische Beobachtungen in den eigentlichen Haussaländern [En el corazón de Hausalandia: un viaje por el oeste de Sudán, que incluye un informe sobre el transcurso de la expedición alemana Níger-Benué, así como tratados sobre observaciones climáticas, científicas y etnográficas en la verdadera Hausalandia].